# レイストーム
『RAYSTORM』 (レイストーム) は、タイトーから1996年にアーケードゲームとして発売された2D縦スクロールシューティングゲーム。

## 概要
以下、特記なき限りオリジナルであるアーケード版についての記述である。
PlayStation互換基板FXシステムによってポリゴンによる三次元グラフィックス (3DCG) で描画されている。上部から自機を見下ろす視点で、自機の移動は前後左右のみで、飛行高度の操作はなく、ジャンルとしては2Dシューティングゲームに分類される。
開発もタイトーが担当し、1994年に同社がリリースした『レイフォース』に携わったコアスタッフが引き続き制作しておりゲーム音楽も『レイフォース』の作曲をしたZUNTATAのTAMAYO（河本圭代）が担当。システム面でも『レイフォース』で印象的だった武装である「ロックオンレーザー」が自機に装備されているなど、共通する要素が多い。この事から、本作より『レイフォース』とセットで「レイシリーズ」と称される事が多くなり、現在では後年にリリースされたSTG『レイクライシス』と合わせ3作一括りに「レイシリーズ」と総称される。
本作システムの独自要素としては、ロックオンレーザーが自機と同じ高さでも使えるようになったことや緊急回避用のスペシャルアタック（いわゆるボム）の導入、2種類の自機を選択できるようになったことなどが挙げられる。

## ストーリー
本作のストーリーは、レイフォースとは別の並行世界の出来事として描かれる。
地球人類が恒星間航行を実現して100年あまりが経過し、植民惑星をオリオン腕全域まで延ばした時代の物語。地球政府、特に植民惑星の統治目的で設立された地球/太陽系連合軍の軍事力に物を言わせた圧制に反発した急進的植民惑星諸国は、セシリア星系第二惑星「セラフィム」の第二衛星「セシリア」を拠点に「セシリア連合」を組織し、反逆を開始。地球および地球に賛同していた植民惑星を僅か24時間で武力制圧、そして「地球」の破壊を宣言した。
一方、セシリアから亡命してきた「バルカ機関」はセシリア星系でサルベージされたオーバーテクノロジー「LAY」を基に、開発中の最新鋭機「R-GRAY（アール・グレイ）」全13機を使用したセシリア制圧作戦 OPERATION "RAYSTORM" を発動する。

## 操作方法
8方向レバーと2ボタンで自機（R-GRAY1またはR-GRAY2）を操作する。『レイフォース』に近い操作方法となるマニュアルモードと、ショット発射と同時にレーザーを発射する初心者向けのオートモードから選択することができ、選択したモードにより2ボタンの機能が変化する。
マニュアルモードでは、メインショットの発射・ロックオンレーザーの発射がそれぞれ別のボタンに割り当てられており、同時押しでスペシャルアタックが発動する。オートモードでは、メインショットとロックオンレーザーの発射が同じボタンで、マニュアルモードでレーザー発射に割り当てられていたボタンはスペシャルアタックになっている。どちらのモードでも、メインショットはボタン押し続けることで連射になる。

## 自機
プレイヤーが操作できる機体は、R-GRAY1とR-GRAY2の2種類が存在し、それぞれショットの特性が異なる。ゲーム開始時およびコンティニュー時、途中参加時に使用機体を選択することができる。1Pと2Pで色違いとなり、1Pで赤系、2Pで青系のカラーリングになる。移動スピードは同じ。高度の異なる敵をロックオンレーザーで撃ち落として進む事には変わりない。
R-GRAY1
前作『レイフォース』の自機を踏襲した機体。メインショットは広範囲に広がる。ロックオンレーザーは多弾速射型の「MT-SYSTEM」であり、ロックオンした全ての敵へ一斉射する。最大8体までロックオンできる。
ハイパーレーザーは目標へレーザーが集中した後、周囲で緑色の爆発を次々と起こすというもので、それにより周囲の敵を巻き込みやすい。
R-GRAY2
本作オリジナルの性能を持つ機体。メインショットは切れ目の無い直進レーザーであるが破壊力はR-GRAY1よりも小さくなおかつ幅が狭い。ロックオンレーザーは単弾複追尾型の「MO-SYSTEM」であり、稲妻状の屈曲する光条が一本発射する。この光条はロックオンした敵の順番に沿って、敵を次々と攻撃していく。発射後に残りのロックオン数が空いている場合、光条が追尾中に追加で敵をロックするとレーザーは続けてその敵を攻撃する。最大16体までロックオンできる。R-GRAY1に比べて得点稼ぎには向いているが、小回りが利かない所がある。
ハイパーレーザーは目標へレーザーが到達するとそこを中心にブラックホールのような爆発がしばらく残り、敵にダメージを与え続ける威力重視の攻撃となっている。

### ロックオンレーザー
基本的な仕様は『レイフォース』と同様。本作では高度差のある敵だけでなくほぼ全ての敵をロックオンすることができる。全てのロック数を一つの敵に集中することで、ロックオンレーザーが絶大な攻撃力を有する固有攻撃「ハイパーレーザー」に変化する。ロックオンレーザーで敵を撃墜するとスペシャルアタックゲージが溜まり、満タンになるとスペシャルアタックが使用可能になる（ボタン操作はオートとマニュアルで異なる）。またロックオンの有効時間が前作では4秒だったが今作では6秒間に増加している。
前作と違い、2人同時プレイ時においても、各自最大ロック数までロックオンできるようになった（2人ともR-GRAY2を使用した場合16ロック×2機で最大で32ロックできる）。
2種の自機によって、それぞれ攻撃の性質が異なる。ビームの飛行速度は一見、R-GRAY2のロックオンレーザーの方がR-GRAY1のものより速く見えるが、実際の速度は同じである。これはR-GRAY1のビームは機体後方から発射され大回りをしているので目標到達までの時間がかかるのに対し、R-GRAY2は正面から発射されるのでそう見えるためである。ステージ4の宇宙戦艦のステージで確認しやすい。なお、ハイパーレーザーは目標物が動いても爆発の位置は移動しないため、動き回る敵に対してはあまり効果がない。
ロックオンレーザー1発で破壊できる敵キャラにはロック順に応じて基本点に倍率がかかる。
| 機体     | 1機目 | 2機目 | 3機目 | 4機目 | 5機目 | 6機目 | 7機目 | 8機目 | 9機目 | 10機目 | 11機目 | 12機目 | 13機目 | 14機目 | 15機目 | 16機目 |
| -------- | ----- | ----- | ----- | ----- | ----- | ----- | ----- | ----- | ----- | ------ | ------ | ------ | ------ | ------ | ------ | ------ |
| R-GRAY 1 | 1倍   | 2倍   | 4倍   | 8倍   | 16倍  | 32倍  | 64倍  | 128倍 | -     | -      | -      | -      | -      | -      | -      | -      |
| R-GRAY 2 | 1倍   | 2倍   | 4倍   | 8倍   | 12倍  | 16倍  | 24倍  | 32倍  | 48倍  | 64倍   | 80倍   | 96倍   | 128倍  | 160倍  | 192倍  | 256倍  |
| R-GRAY 0 | 4倍   | 8倍   | 16倍  | 32倍  | 64倍  | 128倍 | 256倍 | 512倍 | -     | -      | -      | -      | -      | -      | -      | -      |

## アイテム
本作で出現するアイテムは以下の4種類。前作で登場したアイテムに新たに1つ加えた構成となっている。いずれも特定の敵機を破壊することで出現するほか、残機が無い状態で自機が破壊された際（ゲームオーバー時）にも複数個がばら撒かれる。
パワーアップ
正四面体をした赤色のアイテム。3つ取得することで自機のメインショットを1段階強化できる。
スーパーパワーアップ
上記のパワーアップアイテムが黄色になったもの。1つ取得するだけで自機のメインショットが1段階パワーアップする。
レーザー
菱形状の八面体をした緑色のアイテム。取得するとロックオンレーザーの最大ロック数が1つ増える。
フルパワーアップ
六芒星型の青色のアイテム。これを取得すると自機のメインショットおよびロックオンレーザーが一気に最強段階になる。滅多に出現しない。

## STAGE・ボス
『レイフォース』の、宇宙から地球（敵本星）という構成に対して、地球から宇宙という流れになっている。『レイフォース』で特徴的だったノーカットの進行演出はされていない。登場する地名は、ストーリーにちなんで、ローマ帝国が侵略した国家、ボス名が反逆した英雄の名が付けられている。以下はそのボス名。
- STAGE1：ALBION D.U.（アルビオン連合特別地区）
  - ボス　陸上戦艦PENDRAGON：ペンドラゴン
- STAGE2：OLD GAUL CITY（旧ゴウル市街）
  - ボス　空中要塞VERCINGETORIX：ウェルキンゲトリクス
- STAGE3：PALMYRA VALLEY（パルミラ渓谷）
  - ボス　旧式大型機動兵器ZENOBIA：ゼノビア
- STAGE4：3RD FLEET（地球連合第三艦隊） 
  - ボス　第三艦隊旗艦HANNIBAL：ハンニバル
- STAGE5：CARTHAGE BASE（カルタゴ駐留基地）
  - ボス　大型機動兵器GENSERIC：ガイセリック
- STAGE6：ETRURIA（セシリア首都エトルリア市上空）
  - ボス　可変機動兵器ALARIC：アラリック
- STAGE7：JUDA CENTRAL SYSTEM（セシリア中枢ユダシステム）
  - ボス　量子コンピューターシステムSPARTACUS：スパルタカス
- STAGE8：名称なし
  - ボス　最終中枢制御体YGGDRASILL：ユグドラシル

## 移植版
移植版の一部モードでは、敵の弾の色が一部変更されているステージがある。これは、「アーケード版の赤い弾（特にSTAGE2）が、色覚特性を持つプレイヤーから非常に見えにくい」という声がタイトーに届いたためである。
| No. | タイトル                       | 発売日         | 対応機種                      | 開発元   | 発売元                 | メディア                                                        | 備考                                                           |
| --- | ------------------------------ | -------------- | ----------------------------- | -------- | ---------------------- | --------------------------------------------------------------- | -------------------------------------------------------------- |
| 1   | レイストーム                   | 1997年1月10日  | PlayStation                   | 非公表   | タイトー               | CD-ROM                                                          | アレンジモード実装。                                           |
| 2   | レイヤーセクションII           | 1997年10月30日 | セガサターン                  | 非公表   | メディアクエスト       | CD-ROM                                                          |                                                                |
| 3   | レイストーム                   | 2001年4月6日   | Windows（Win 95/98/Me)        | 非公表   | サイバーフロント       | CD-ROM                                                          | PS版の移植                                                     |
| 4   | タイトーメモリーズII 下巻      | 2005年8月25日  | PlayStation 2                 | 非公表   | タイトー               | DVD-ROM                                                         | PS版の移植 （ACモードのみ） 他作品とのカップリング収録         |
| 5   | レイストームHD                 | 2010年5月6日   | PlayStation 3 Xbox 360        | 非公表   | スクウェア・エニックス | ダウンロード                                                    | HD解像度リメイク版                                             |
| 6   | レイストーム                   | 2012年6月22日  | iPhone (iOS)                  | 非公表   | タイトー               | ダウンロード                                                    | アーケード版の移植+独自モード実装 2017年6/29日に大型Update実施 |
| 7   | レイストーム                   | 2017年6月29日  | Android                       | 非公表   | タイトー               | ダウンロード                                                    | iOS版(大型Update相当)に準拠                                    |
| 8   | レイズ アーケード クロノロジー | 2023年3月9日   | Nintendo Switch PlayStation 4 | エムツー | タイトー               | ゲームカード(Switch) ゲームディスク(PS4) ダウンロード（両機種） | アーケード版の移植+α。 シリーズ他2作も同時収録                 |

プレイステーション (PS) 移植版
PlayStation Network内のサービス「ゲームアーカイブス」でダウンロード配信されており、PlayStation 3、PSPでもプレイ可能。2001年10月25日にはディースリー・パブリッシャーからSIMPLE1500シリーズ Vol.75 THEダブルシューティングとして、レイクライシスと1本のソフトにカップリングされてリリースされている。ただしこちらにはエクストラモードのアレンジBGMが収録されていない。
アーケードモード
アーケード版に比べるとテクスチャが荒く、やや処理落ちするが、それ以外（当時としては）ほぼ完全な移植が実現されている。
アーケード版に準拠したモードのほかに、以下のオリジナル要素が追加されている。
エクストラモード
ステージ構成・背景に大幅なアレンジを加えたモード。エンディングもアーケードモードとは異なる。PS版で追加され、HD版でも選択できる。ステージ中にはアーケード版には登場しない新たなキャラクターが追加されている。ペンドラゴンを除くステージボスのアルゴリズムも大幅に一新されている。
PS版では、通常のアーケード版BGM（厳密にはこちらにも修正が施されている）と、原曲を基にオールアレンジされた『TANZ MIX』のいずれかをプレイヤーが任意に選択できる。
13機モード
PS版で特定の条件を満たすことで出現。HD版でも選択可能。
ゲーム設定上R-GRAYシリーズは13機が開発されたことになっているが、その設定に基づき、R-GRAY1が6機、R-GRAY2が6機（それぞれボタン操作マニュアルとオートを3機単位で1グループ。3ミスで次のグループに交代）、R-GRAY0(HD版ではR-GEARと選択可)の5グループ計13機を残機としてプレイするモード。PS版では13機モード解放後にオプションの専用項目から各グループの出撃順を事前設定、HD版では13機モードスタート時に各グループの出撃順を設定してプレイする事になる。コンティニューやエクステンドは無い。
R-GRAY0
PS版の13機モードで追加された、R-GRAYのプロトタイプにあたる機体。SS版とHD版ではその他のモードでも使用可能になった。
R-GRAY0は基本的にはR-GRAY1と同様だが、ハイパーレーザーとスペシャルアタックが使用できず、ロックオン倍率が4倍スタートで最大512倍に上昇する点が異なる。R-GRAY0の性能は、どちらかと言えば前作の『レイフォース』での自機、X-LAYの性能に近い。
HD版においては、デザインがX-LAYそのものを意識した変更（レイクライシス出自準拠）がなされ、攻撃エフェクト関係がレイフォースの物と同一になり、性能についてもR-GRAY1より速度と火力を強化と、様々な点で差別化されている。HD版13機モードでは、薄緑のカラーリングで出撃する。
R-GEAR
HD (PS3, XB360) 版で追加された機体。機体設定としては、「LAY」の研究前にバルカ機関が開発した機体となっており、R-GRAYシリーズのフレーム設計に流用されている。
通常ショットは追尾性のある誘導ショットとなっているほか、2基の遠隔攻撃兵器「GEAR」による展開型のロックオン攻撃を特徴とし、展開中にロックオンすることでロックした全ての敵をロックした順にGEARが随時攻撃する。このため、ハイパーレーザーは搭載していない。他の機体のようなロックオンできる数に制限はなく、ロックオン倍率はGEAR展開中は維持され続け、最大196倍（12機ロック以降）まで引きあがる。また、スペシャルアタックと併用することで長時間倍率を維持することも可能。
R-GEARのロックオンはゲージ制を採用しており、パワーアップによりゲージの最大量が伸びる。GEAR展開中は展開時間に応じてゲージを徐々に消費しゲージが尽きると一定時間ロックオン攻撃が使用できなくなる。展開を中止することでゲージ消費を止め、ロックオンした全ての敵を攻撃し終えたGEARが本体へ帰還することでゲージが即座に満タンまで回復する。そのため、敵の配置に応じてゲージを使いきるか、スペシャルアタックを見越して素早く回収して次に備えるかを見極める必要がある。
スペシャルアタックは、一定時間「無敵」「機体スピードアップ」「ロックオンゲージ回復かつ無消費でロックオン攻撃可能」の効果を発動するアンリミテッドモード。
13機モードでは、13機中1機をR-GRAY0のどちらかと選択可能。
なお、機体名はレイフォースの続編として『R-GEAR』の仮称で開発されるも世に出る前にお蔵入りとなった作品名が使われている。（この件に関する詳細は「レイフォース#幻の続編『R-GEAR』」を参照）
セガサターン (SS) 版
タイトルが『レイヤーセクションII』（ LAYER SECTION II ）に改題されている。『レイヤーセクション』はレイフォースのSS移植版のタイトルである。
アーケード基板（FXシステム）はプレイステーションがベースであり、PSからSSに移植された3D系ゲーム(『闘神伝』など）で良く見られた「3DCGの処理落ちが随所で散見される」「3DCGのモデリングが微妙に異なる」「PS版では半透明グラフィックだったエフェクトが別の表現で再現されている」といった点が目立つ。またゲーム音楽は普通のCDプレイヤーでも聞ける状態 (CD-DA) で収録されているが、SSの内蔵音源を使って鳴らしている一部の楽曲はアーケード/PS版と違った聴きごこちになっている。これらの積みかさねにより、全体的には移植作品としては相違点が多い。
自機「R-GRAY0」が通常のモードでも使用できるほか、演出としてオープニング・エンディング、ステージ開始時や幕間にプリレンダリングCGによる新規映像が挿入されるといったSS版独自の要素もある。
Windows (PC) 版
PS版の移植であり、エクストラモードなどもPS版に準拠しつつ、PCでは（当時の）高解像度表示に対応させている。
公式には、Windows 95/98/Me までの対応としているが、Windows XP以降のOSでも動作する場合がある。
後に『Gダライアス』と1パッケージ化（バンドル）された版もソースネクストから販売された。
PlayStation 2 (PS2) 版
『タイトーメモリーズ 下巻』にPlayStation版のアーケードモードのみを収録。
PlayStation 3 (PS3) / Xbox 360 (XB360) 版
グラフィック映像がHD高解像度で再制作されていることから、タイトルが『レイストームHD』 （ RAYSTORM HD ）となっている。
画面比率はオリジナルが4:3なのに対し、近代的な16:9ワイド画面となっており、BGMもオリジナルからアレンジされたものを使用しているなど、リメイクに近い出来あがりになっている。
ゲーム的には新機体の「R-GEAR」が追加されたほか「R-GRAY0」に性能調整とグラフィックの変更がなされ、X-LAYに限りなく近いディテールになっている（PS版とSS版ではR-GRAY1の流用だった）。
なお、本作は当初2009年の秋頃にリリースされる予定だったが、2度延期。延期中の2010年3月にタイトーの家庭用ゲームソフト企画・開発・販売事業がスクウェア・エニックス（SQEX）に吸収合併された関係でSQEX社からリリースされた。（2019年にタイトーがソレらの事業を再開して以降も、本作に関しては引き続きSQEX社がとり行っている）ゲーム本編のクレジット表記などは「TAITO CORP」が従来同様に表記されている。
Nintendo Switch (Switch) / PlayStation 4 (PS4) 版
「レイシリーズ」3作を1まとめにしたオムニバスソフト・『レイズアーケードクロノロジー』 （ RAY'z Arcade Chronology ）に収録。
本作についてアーケード版のグラフィックそのままのものと、上記『HD』とは異なりアーケード基板のオリジナルグラフィックデータを使ってHD化した「レイストームNEO-HD」がセットで収録されている。この関係で、両モードとも画面比率は4:3となっている。
なお画面両端の空いた空間には「ガジェット」と呼称される、ゲームの攻略に役立つ様々な情報が表示できる機能が搭載可能（非表示のままでもプレイ可能）。
iPhone / iPod touch （iOS） 版
アーケード版の完全移植に加え、PS版のエクストラモードをベースに難易度調整などが施された「iPhone MODE」を搭載している。2017年6月29日には大型アップデートが行われ、iPadの全画面表示やゲームコントローラーの対応、森正樹によるAREA 1のBGMの新アレンジの追加が行われた。またこれと同時にAndroidにもiOS大型アップデート後に準拠したソフトが配信された。